# Valet (carte à jouer)

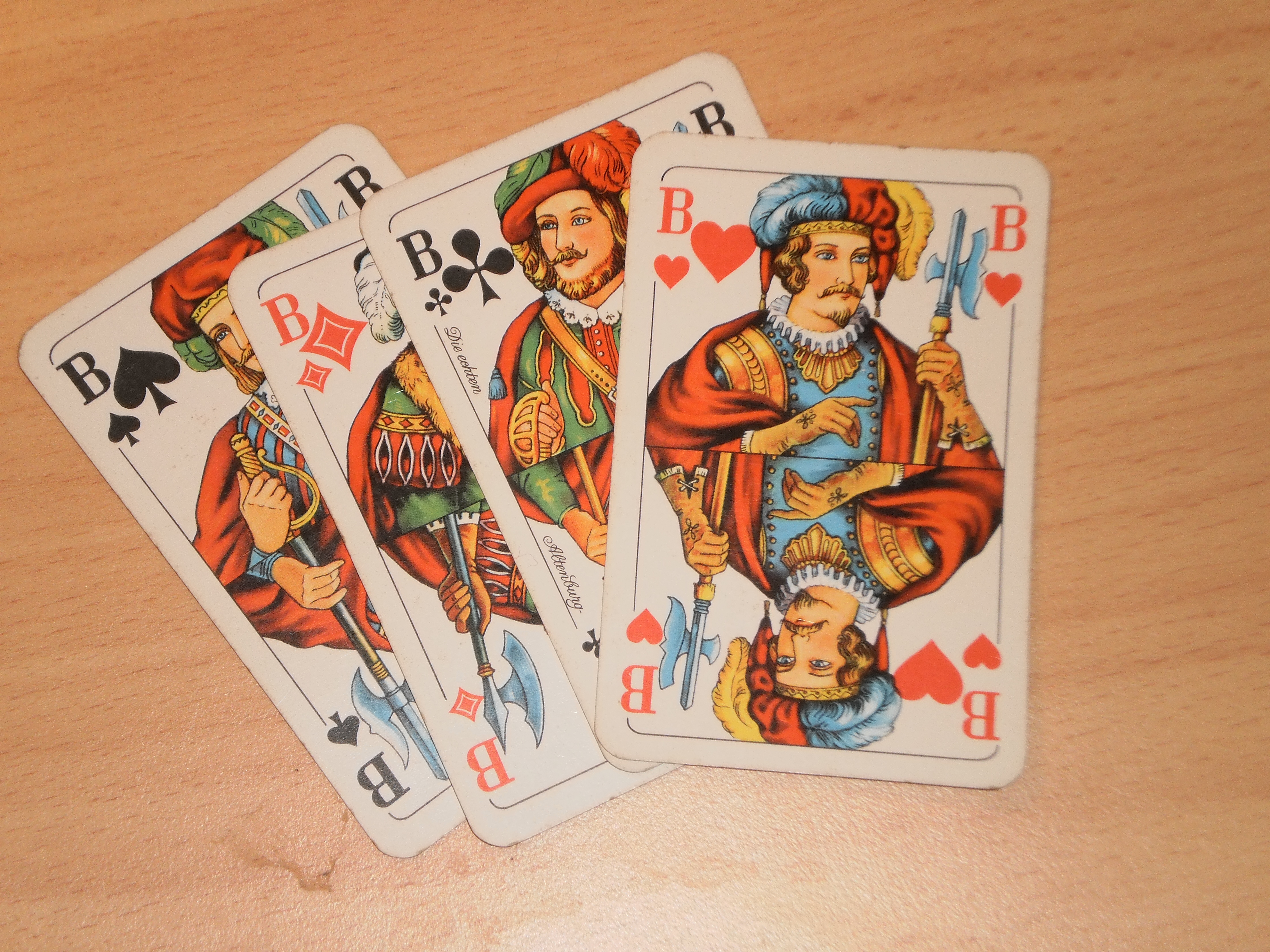
Main contenant les quatre valets aux enseignes françaises, sur des cartes au style allemand avec le « B » de Bube.

Le valet est une figure de carte à jouer. Représentant généralement un jeune homme, il s'agit souvent de la figure la plus faible.

## Caractéristiques

### Nom
Historiquement un valet est un jeune écuyer au service d'un seigneur, ou un domestique. La désignation de la carte varie suivant les langues, mais tend à conserver cet aspect d'infériorité de classe :
- allemand : Bube (jeune garçon, gosse, palefrenier)
- anglais : jack ou plus archaïquement knave (domestique homme, souvent jeune)
- espagnol : jota ou sota
- italien : fante (fantassin)
- néerlandais : boer (paysan), zot (en Belgique, bouffon)
- polonais : walet
- suisse-allemand et français, en Suisse : bur[1] (probablement de Bauer, paysan ou garçon de ferme)
- tchèque : kluk
- danois : knægt (jeune garçon)
- suédois : knekt (chevalier)
- persan: سرباز (sarbâz, soldat)
- russe: валет
- arabe : الشاب (le jeune)

### Représentations
Les valets représentent chacun un personnage, typiquement un homme jeune en costume associé à l'Europe des XVIe et XVIIe siècles, peut-être un domestique, un cavalier à pied ou un écuyer. Les représentations régionales du valet de carreau, si elles sont relativement similaires, diffèrent néanmoins significativement sur les détails.
De façon unique, chacune des figures des cartes françaises porte un nom, inscrit dans un coin, dont l'origine et la signification sont incertaines, :
- valet de cœur : « Lahire » ; référence éventuelle à « La Hire », surnom d'Étienne de Vignolles, officier de Charles VII et compagnon d'armes de Jeanne d'Arc
- valet de carreau : « Hector » ; peut-être Hector, héros de la guerre de Troie, ou Hector de Galard de Brassac, grand maréchal des logis de la cour de Louis XI et compagnon de Jeanne d'Arc
- valet de trèfle : « Lancelot »; probable référence à Lancelot du Lac.
- valet de pique : « Hogier » ou « Ogier » ; il pourrait s'agir d'une référence à Ogier le Danois, l'un des douze pairs de Charlemagne

Dans d'autres pays reprenant les enseignes françaises, particulièrement les pays anglo-saxons, les figures ne portent aucun nom.
Dans certains jeux de cartes du sud de l'Italie, les valets sont androgynes et parfois désignées sous le nom de servantes. Dans le Tarocco Siciliano (en), les valets sont clairement féminins et sont appelés fantine, parfois servantes ou princess. Le jeu incluant également des dames, il s'agit du seul jeu de cartes subsistant à comporter deux valeurs de figures féminines. Il est possible qu'il ait influencé le Minchiate, jeu obsolète dont deux des quatre valets sont des femmes. De plus, certains jeux de cartes mexicains ou castillans comportent également des valets androgynes ou féminins.
Les illustrations suivantes décrivent les quatre valets d'un jeu de cartes italien au style de Bergame :

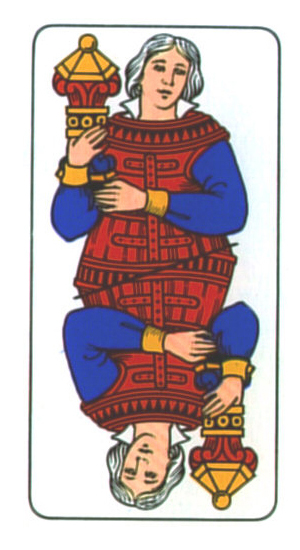
Valet de coupe
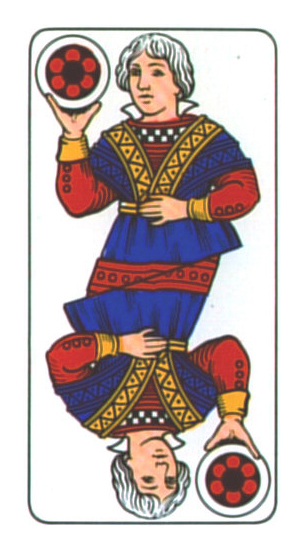
Valet de deniers
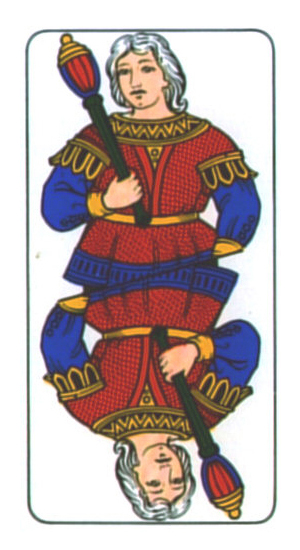
Valet de bâton
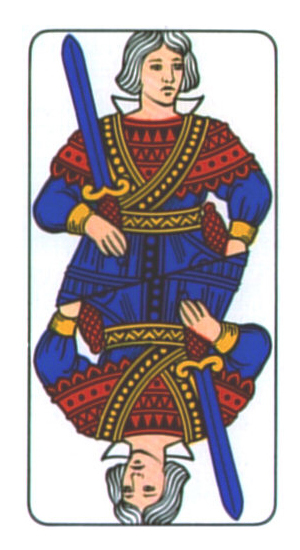
Valet d'épée

Pour les jeux au style français :

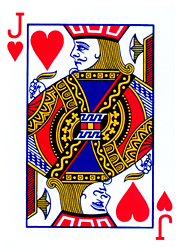
Valet de cœur
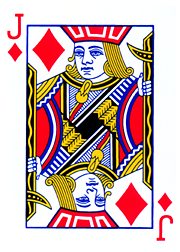
Valet de carreau
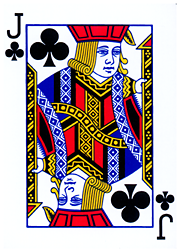
Valet de trèfle
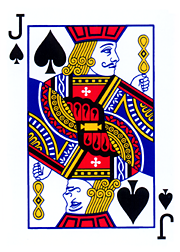
Valet de pique

Dans le monde anglo-saxon, les cartes à jouer suivent les dessins français. Les cartes suivantes reprennent les valets typiques d'un jeu de poker, où les formes sont stylisées :

Valet de cœur
Valet de carreau
Valet de trèfle
Valet de pique

Valets de cartes à jouer russes :

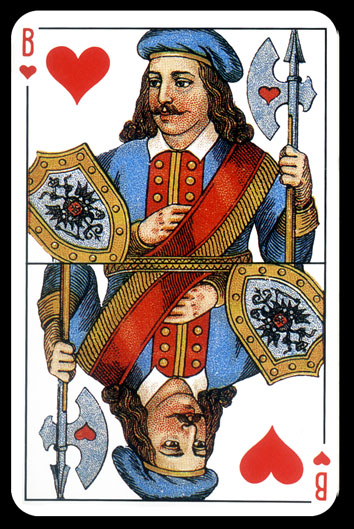
Valet de cœur
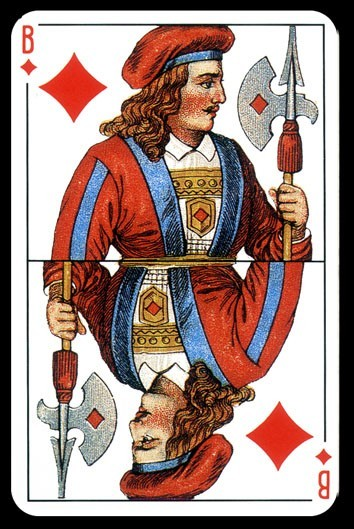
Valet de carreau
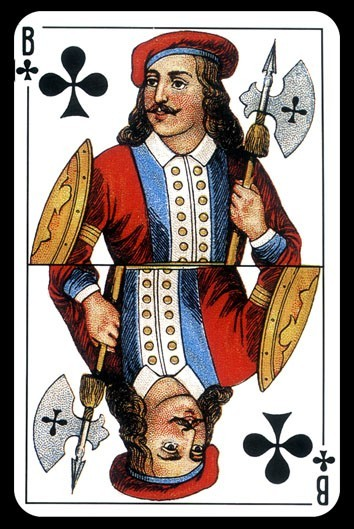
Valet de trèfle
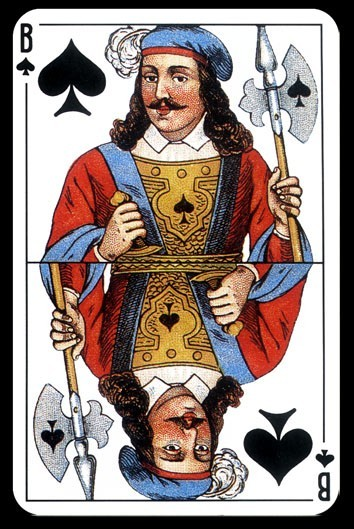
Valet de pique

Les jeux de cartes au style allemand substituent au valet une figure assez similaire, l'Unter (littéralement « inférieur ») :

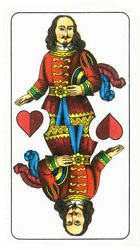
Unter de cœur
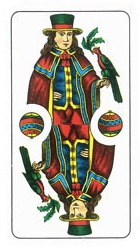
Unter de grelot
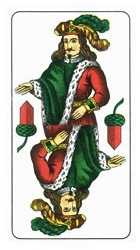
Unter de gland
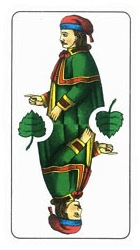
Unter de feuille

### Valeur
De façon très générale, dans sa couleur, le valet s'intercale entre la plus haute des valeurs et une autre figure (par exemple, dans les jeux français, entre le dix et la dame) ; il s'agit alors de la plus faible des figures. Le valet représente souvent un standard minimum ; dans de nombreuses variantes du poker, une main minimale d'une paire de valets est nécessaire pour continuer à jouer. L'ordre et la valeur des cartes dépendent cependant fortement du jeu. Au blackjack, par exemple, toutes les figures ont la même valeur.
Il existe toutefois un ensemble de jeux où la plus faible figure est promue à une valeur plus élevée (voire la plus élevée), par exemple lorsqu'elle est à l'atout. Ce mécanisme se rencontre dans les plus anciens jeux de cartes connus, comme le Karnöffel (en), ainsi que dans des jeux plus récents comme l'Euchre ou la belote. On le trouve dans les jeux suivants :
- All Fours (en)
- Bataille corse
- Belote
- Bésigue
- 500
- Clobyosh (en)
- Cribbage
- Dame de Pique
- Doppelkopf
- Euchre
- Forty-fives (en)
- Jass
- Karnöffel (en)
- Klaberjass (en)
- La Bête (en)
- Loo
- Marjolet (en)
- Maw (en)
- Noddy (en)
- Noddy (en)
- Pinochle (en)
- Polignac
- Prime
- Reversis (en)
- Ruff and Honours (en)
- Schafkopf (en)
- Sheepshead (en)
- Skat
- Spoil Five (en)
- Sueca
- Trappola (en)
- Twenty Eight (en)

## Histoire
Les cartes à jouer sont inventées en Chine durant la dynastie Tang et leur existence est attestée au IXe siècle,,. Les cartes se diffusent dans le continent asiatique avant le XIe siècle, puis atteignent le sultanat Mamelouk du Caire. Les cartes mameloukes comportent trois ou quatre figures, dont le thani na'ib (second lieutenant) est la plus faible. Les cartes mameloukes ayant survécu jusqu'à l'époque contemporaine ne représentent pas ces personnes, la tradition musulmane favorisant l'aniconisme ; les figures sont décrites par des dessins abstraits et des calligraphies,,,.

Les cartes à jouer apparaissent en Europe au XIVe siècle, leur présence étant attestée en Catalogne en 1371. On suppose qu'elles sont adaptées directement des jeux de cartes provenant du monde musulman, les figures étant toutefois représentées par des dessins de personnes. Le thani na'ib est assimilé à un soldat d'infanterie ou un page, situé en termes de valeur sous le cavalier. Il devient le valet dans le jeu français.
Pendant la Révolution française, les figures sont brièvement modifiés : les valets sont remplacés par des égalités. Le valet de cœur devient l'égalité de devoirs, celui de carreau l'égalité de couleur, trèfle l'égalité de droits et pique l'égalité de rang.